# Metusala
Metusala sau Matusalem (ebraică: מְתוּשֶׁלַח / מְתוּשָׁלַח, standard: Mətušélaḥ / Mətušálaḥ, tiberiană Məṯûšélaḥ / Məṯûšālaḥ) este fiul lui Enoh.
Potrivit Bibliei, a trăit cel mai mult:
1300 de ani(după interpretarea religioasă), de aici provine expresia vârstă matusalemică.
Conform Genezei 5:21, Enoh avea 65 de ani când s-a născut fiul său, Metusala. La 187 de ani, lui Metusala i s-a născut primul său fiu, Lameh.